# Hirasa permuscosa
Hirasa permuscosa är en fjärilsart som beskrevs av W. Warren 1893. Hirasa permuscosa ingår i släktet Hirasa och familjen mätare. Inga underarter finns listade i Catalogue of Life.